# Daniel (prophète)
Pour les articles homonymes, voir Daniel.
דָּנִיֵּאל
Compléments
Contemporain des rois Nabuchodonosor, Darius Ier et Cyrus le Grand
Daniel (hébreu : דָּנִיֵּאל (Dānīyyēʾl), qui signifie « Jugement divin » ou « Dieu est mon juge ») est un personnage du Livre de Daniel, qui fait partie de la Bible. Il est l'un des grands prophètes de la Bible hébraïque (Tanakh) et de l'Ancien Testament.

## Récit biblique
Adolescent, Daniel est déporté à Babylone avec ses compagnons Ananias, Azarias et Misaël. Par leur sagesse, ils gagnent la confiance du roi de Babylone Nabuchodonosor II. Daniel devient fonctionnaire de cour et interprète les songes du roi. Sa réputation lui permet de continuer son activité après la prise de Babylone par les Mèdes et les Perses en 539 avant l'ère chrétienne.
Le roi mède Darius apprécie ses conseils perspicaces mais des ennemis le font tomber en disgrâce et le monarque est contraint de le jeter en pâture aux lions. Fidèle à sa foi, il écarte miraculeusement le supplice et se voit gracié.
Ses interprétations sont dignes de remarque : l'explication des songes de Nabuchodonosor, la démonstration de l'innocence de la veuve Suzanne, la vision du Messie, la théorie sur la succession des empires.
Il achève son service de prophète à Babylone car il est sans doute âgé de près de 94 ans quand l'édit de Cyrus, en 538 avant l'ère chrétienne, permet le retour d'exil.
L'archange Gabriel lui apparaît à deux reprises : la première fois pour lui expliquer sa vision du bélier et du bouc, et la seconde pour lui énoncer la prophétie des 70 semaines.
Une autre action fameuse lui est attribuée : il sauve l'honneur de Suzanne, accusée injustement d'adultère par deux vieillards libidineux qui n'ont pas réussi à la séduire. Ce passage est relaté dans le chapitre 13 du Livre de Daniel, considéré comme deutérocanonique.
Daniel est le plus souvent représenté comme un homme adulte ou mûr.

## Une prophétie de Daniel interprétée par le christianisme

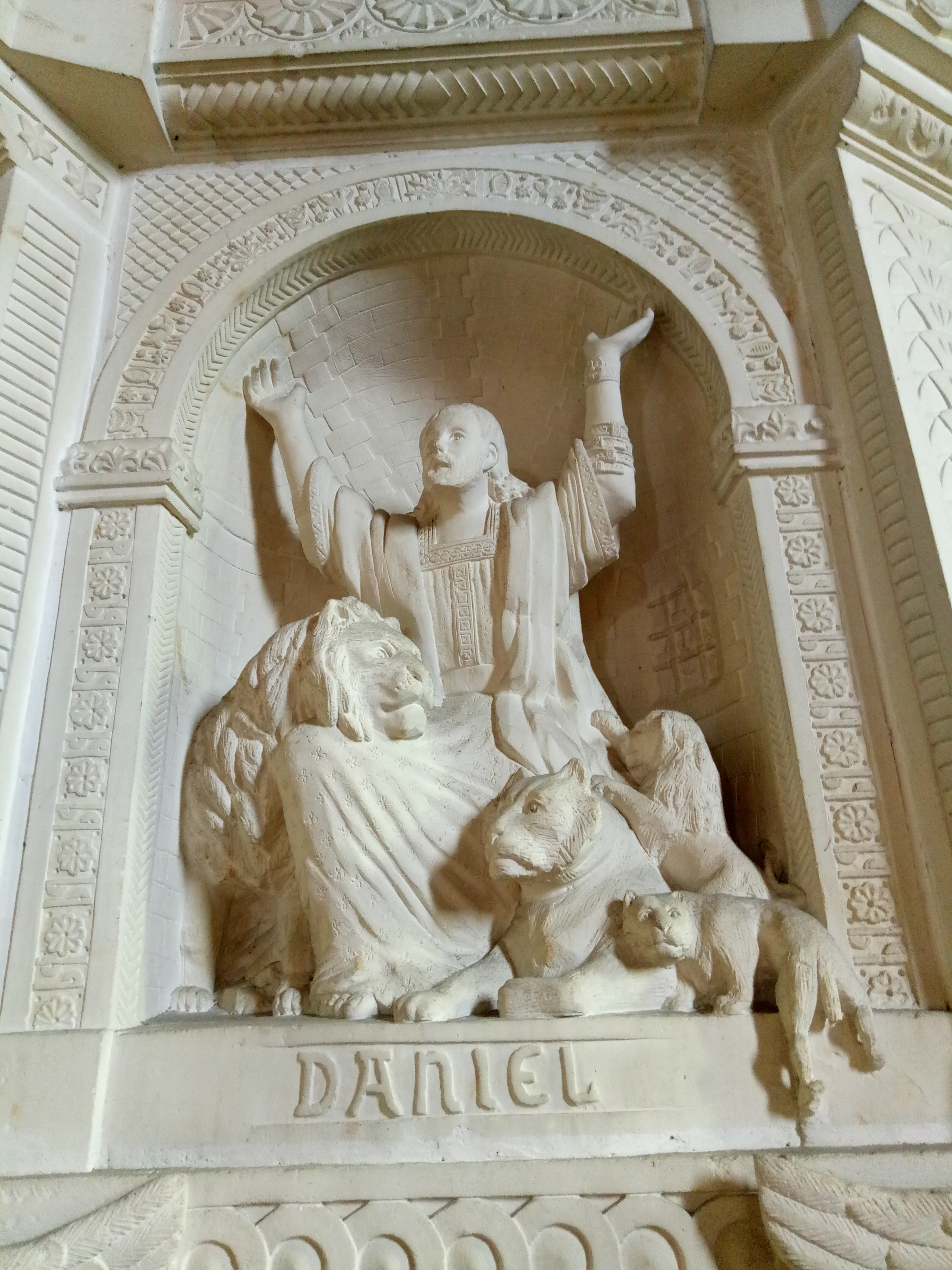
Le prophète Daniel implorant Dieu, d'après la chaire de l'église Sainte-Croix de Croix-de-Vie (1896), en Vendée.

L'École Biblique de Jérusalem, dans la rubrique consacrée à Daniel dans son dictionnaire Jésus a attiré l'attention : Daniel  écrit en 9, 2 à propos du "nombre d'années dont Yahvé avait parlé au prophète Jérémie qui devaient s'écouler après les ruines de Jérusalem, 70 ans." Puis il explique un peu plus loin qu'il a longuement prié à ce sujet, et que l'ange Gabriel lui a alors révélé :"(...) Il a été fixé soixante-dix semaines pour ton peuple et sur ta ville sainte, pour mettre un terme à la transgression, pour apposer les scellées aux péchés, pour expier l'iniquité, pour introduire l'éternelle justice, pour sceller vision et prophétie et pour oindre le Saint parmi les saints. (...) Le Messie sera mis à mort, il consolidera l'Alliance avec la multitude (...) et fera cesser le sacrifice et l'oblation." Daniel 9, 24-27.
Selon l'École Biblique, Daniel reconsidère la prophétie de Jérémie du retour à Jérusalem après la déportation à Babylone et de la reconstruction de Jérusalem et de son Temple. Celle-ci est confirmée, au contraire des prophéties de Jérémie portant sur la Nouvelle Alliance. D'où, selon l'École Biblique, la prophétie de Daniel citée.

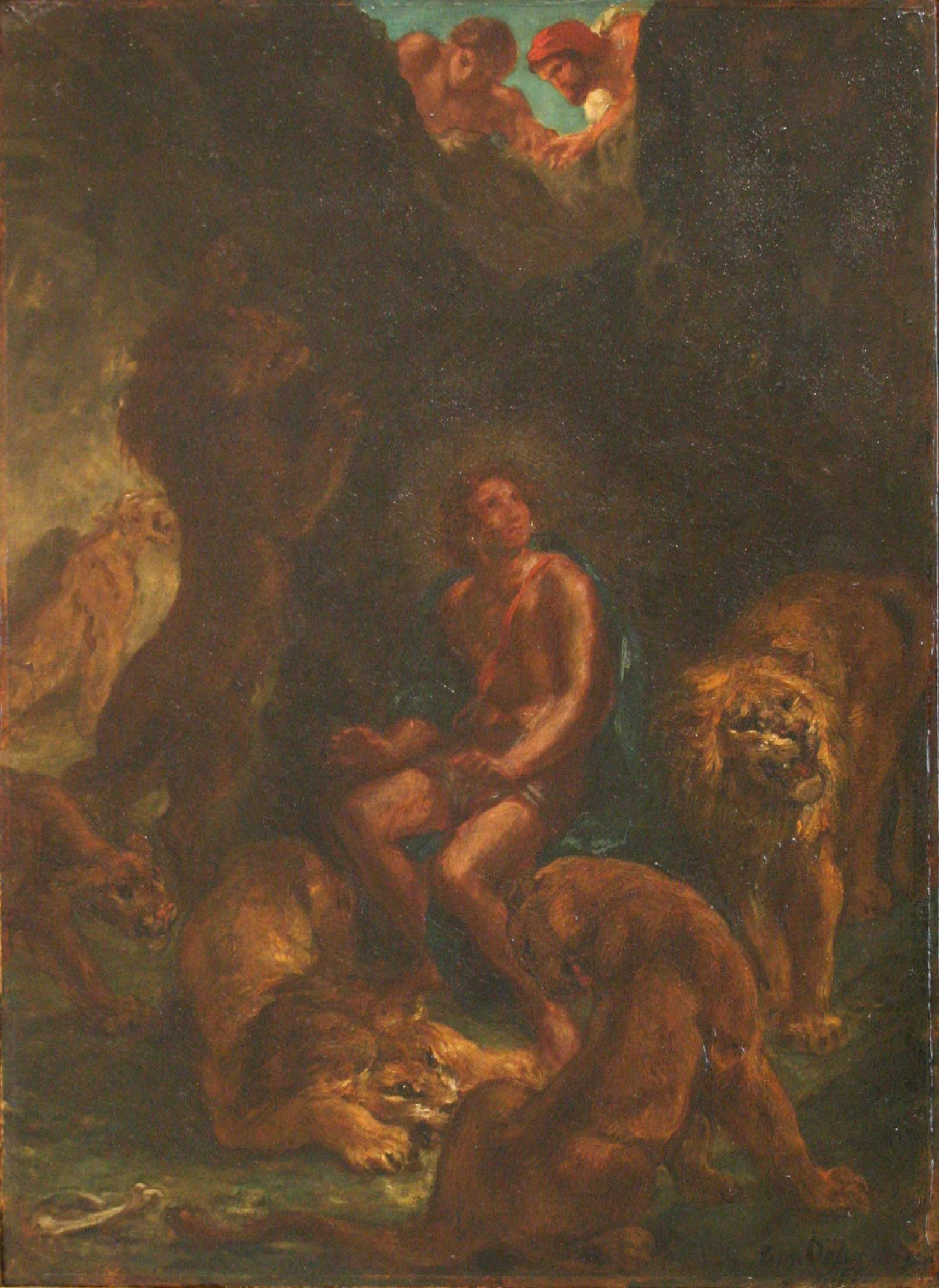
Daniel dans la fosse aux lions, par Eugène Delacroix (1849). Musée Fabre, Montpellier.

Toujours selon les auteurs de l'École Biblique, les références à la prophétie de Daniel s'enchaîneraient dans les Evangiles : annonce d'un baptême pour la rémission des péchés par Jean-Baptiste (Marc 1, 4) ; annonce par Jésus que les temps sont accomplis (Marc 1, 5) ; annonce (Luc 4, 18) par Jésus dans la synagogue de Nazareth de la réalisation de l'année de grâce de la part du Seigneur (Luc 4, 18) ; annonce par l'ange Gabriel - comme pour Daniel- que Jésus sera le Saint (Luc 1, 35) ; conclusion de la Nouvelle Alliance, annonce de la passion, achèvement du culte rendu selon la Loi de Moïse ; insistance de Luc dans son prologue sur "les jours qui s'accomplissent." (Luc 1, 20, 23, 57 et 2, 6, 21-22). Toujours selon cette analyse, Jésus évoquerait Daniel quand il annonce la désolation du saint lieu (Matthieu 24, 15).
L'École met en parallèle avec les 490 années, les 490 jours écoulés entre l'annonce à Zacharie et la Purification : de l'annonce à Zacharie à l'Annonciation 6 mois et donc 180 jours ; de l'annonciation à la Nativité, 9 mois, soit 270 jours ; de la Nativité à la Purification, 40 jours. Soit au total : 180 + 270 + 40 = 490 jours.

## Daniel dans les traditions musulmanes

### Daniel dans le sunnisme
Selon le théologien sunnite Ibn Kathir, Aboû El-‘Âliyah a rapporté : 

« Lorsque nous avons conquis Toustar, nous avons trouvé parmi les trésors de Hourmouzân un lit sur lequel reposait un homme mort à côté de la tête duquel se trouvait un Livre. Nous prîmes le Livre et l’apportâmes à ‘Omar ibn el-Khattab qui fit appeler Ka’b qui le traduisit en arabe. Et je suis le premier arabe à l’avoir lu, et je l’ai lu comme si je lisais le Coran. » Je dis à Aboû El-‘Âliyah : « Que contenait-il ? » Il dit : « Votre histoire, vos événements, vos propos, et tout ce qui existera ensuite. » Qu’avez-vous fait de l’homme ? Il dit : « Dans la journée nous avons creusé treize tombes séparées, et la nuit venue nous l’avons enterré et avons rebouché toutes les tombes afin d’en cacher le lieu exact aux gens afin qu’ils ne l’exhument pas. » Qu’espéraient-ils de lui ? – « Lorsque la pluie cessait, ils le sortaient de son lit et obtenaient la pluie. » Qui était-il d’après vous ? Il dit : « Un homme nommé Dânyal (Daniel). » Il était mort depuis combien de temps ? – « Depuis trois cent ans. » Rien en lui n’avait changé ? – « Non, sauf quelques cheveux de sa nuque, la chair des prophètes n’est pas rongée par la terre et n’est pas mangée par les charognards. »

### Daniel dans le chiisme
Daniel (arabe : دانيال, Daniyal) est généralement considéré par les musulmans, selon le hadith de musulmans chiites, comme un prophète. Il n'est pas mentionné dans le Coran, ni dans les hadiths de l'islam sunnite. Des informations sur lui sont tirées d'Isra'iliyat, qui fait référence à son temps passé dans la tanière des lions.
Il y a des débats, certains musulmans d'autres branches de l'islam croient qu'il n'est pas un prophète, seulement un saint homme.

### Contexte
Une tradition musulmane considère qu'il existe deux personnages nommés Daniel dans la Bible hébraïque : le premier étant le sage des temps anciens mentionné dans le Livre d'Ézéchiel (14.20 et 28.3),  et le second étant le visionnaire qui a vécu à l'époque de la captivité à Babylone, dont la vie a été relatée dans le Livre de Daniel. Le premier est appelé « Daniel l'Ancien » dans l'écriture musulmane, tandis que le second est appelé Daniel. Le personnage de Daniel dans une narration musulmane est considéré comme un révélateur de mystères futurs. 
D'autres érudits comme Ibn Kathir rejettent l'existence de deux Daniel et traitent Daniel l'Ancien et Daniel comme une seule et même personne.
Ibn Taymiyya, dans son livre Al Jawaab, en tant que Sahih, écrit beaucoup sur Daniel annonçant la venue de Mahomet.

### Daniel dans la littérature musulmane

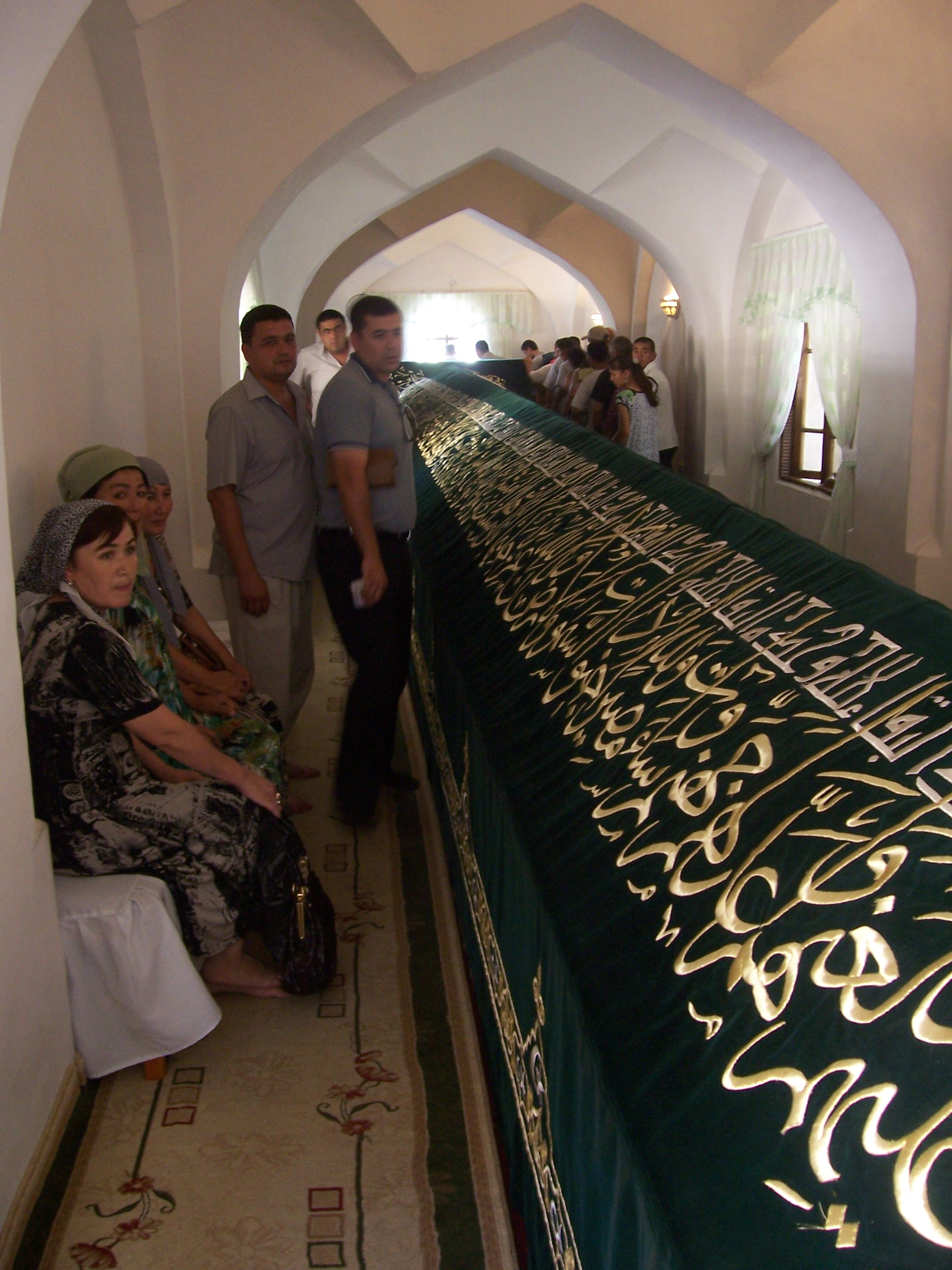
Tombeau présumé de Daniel près de Samarcande, en Ouzbékistan. La légende veut que son corps continue de croître malgré sa mort, d'où un cercueil grand de plusieurs mètres.

La tradition musulmane raconte que c'est Daniel qui a prêché à Babylone, exhortant le peuple à retourner à Dieu. Il vécut pendant le règne de Cyrus le Grand et enseigna à ce prince l'unité de Dieu et la vraie religion. Les événements clés de la vie de Daniel qui sont relatés dans l'exégèse sont la présence de Daniel et de ses compagnons à la cour de Nabuchodonosor II, les rêves de Nabuchodonosor II, les frictions entre Daniel et ses détracteurs et sa délivrance miraculeuse de la tanière des lions, le festin du roi Balthazar et le déchiffrement de l'écriture mystérieuse.
Jabir al-Ju'fi, l'un des proches compagnons du 6e imam chiite Ja'far al-Sadiq, a raconté:
"J'ai demandé à l'imam au sujet de l'interprétation des rêves de Daniel. L'imam a dit: oui, il a été inspiré. C'était un prophète auquel Dieu avait enseigné l'interprétation des rêves. Il était véridique, sage."

## Tombeau de Daniel
Vers 1400, l'empereur turco-mongol Tamerlan ramène de Perse à Samarcande une relique supposée (un bras, ou le corps entier, selon les versions) de Daniel, appelé Doniyor en ouzbek. Se trouve donc, à Samarcande, près d'un pistachier reverdi et d'une source réputée miraculeuse, le tombeau de Daniel, ou mausolée de Khodja Daniyar. Il consiste en un bâtiment long et bas coiffé de cinq coupoles, qui renferme un sarcophage de 18 m de long.
Un autre sanctuaire, à Suse en Iran (Khouzistan), est considéré par les musulmans chiites comme son lieu de repos sacré. Il est visité par les pèlerins des diverses religions abrahamiques.
En juillet 2014, des hommes de l'Etat islamique (Daech) détruisent un tombeau attribué à Daniel près de Mossoul en Irak ainsi que celui du prophète Jonas,

## Fête
L'Église orthodoxe le fête le 17 décembre avec Ananias, Azarias et Misaël, les trois jeunes gens qui louaient Dieu dans la fournaise de Babylone (le 11 décembre, elle ne fête pas le prophète mais Saint Daniel le Stylite).